# ريتشارد هاكلوت
ريتشارد هاكلوت (بالإنجليزية: Richard Hakluyt)‏ (1553 – 23 نوفمبر 1616) هو كاتب إنجليزي. وهو معروف بتشجيعه الاستعمار الإنجليزي في أمريكا الشمالية من خلال أعماله.
تلقى هاكلويت تعليمه في مدرسة وستمنستر وكنيسة المسيح، أكسفورد. كان كاهنا وسكرتيرا للسير إدوارد ستافورد وسفير إنجليزي في البلاط الفرنسي بين عامي 1583 و 1588. وكان هاكلويت قد شغل مناصب هامة في كاتدرائية بريستول ودير وستمنستر، وكان قسيسا بعمل في خدمة روبرت سيسيل، أول إيرل ساليسبري، الذي كان وزير الدولة الأول في عهد إليزابيث الأول وجيمس الأول. وكان المروّج الرئيسي للالتماس المقدم إلى جيمس الأول ليمنح الإذن باستعمار فرجينيا في 1606 (ويشار إلى وثائق الإذن مجتمعة باسم شركة فرجينيا). تنشر جمعية هاكلويت طبعات علمية من السجلات الأولية للرحلات والسفر.

## سيرته
كان هاكلوت ولد في عائلة راقية في لندن أو قربها حوالي العام 1553. وكانت أسرة هاكلوت من أصل ويلزي وليس هولنديا كما كان معتقدا. ويظهر أنهم استقروا في هيرفوردشير بحدود القرن الثالث عشر. وكان مركز العائلة في إيتون، وتبعد ميلين جنوب شرقي ليومنستر. وكان هوغو هاكلوت عضو البرلمان لتلك المدينة في عام 1304 – 05. تعلم ريتشارد في مدرسة في ويست مينستر، حيث كان من علماء الملكة؛ وبينما كان هناك تحدد مسار مستقبله بزيارة إلى ابن عمه وبنفس اسمه، ريتشارد هاكلوت من ميدل تيمبل. وقرأ مقالة ابن عمه الذي وضحها في «كتب محددة عن الكوزموغرافيا، وخريطة كونية، والإنجيل»، وجعلت هاكلوت الشاب يقرر أن «يتابع تلك المعرفة وذاك النوع من الأدب». وبعد دخوله كنيسة السيد المسيح في أكسفورد في عام 1570, «أدى أول تدريباته على الواجب»، وانهمك في قراءاته، وبالتدريج طالع كل المطبوعات أو القصص عن الرحلات والاكتشافات المكتوبة التي تمكن من العثور عليها. أخذ شهادة الباكالوريوس في عام 1573 – 04. ومن المحتمل أنه بعد فترة قليلة من أخذه شهادة الماجستير (1577)، ابتدأ المحاضرات العامة الأولى في الجغرافية في أكسفورد، «وعرض كلا من الخرائط القديمة التي لم ترسم بدقة والخرائط الجديدة المحسنة، وكذلك الكرات التي تمثل الأرض، وآلات أخرى من هذا الفن». وبالتأكيد لم تكن هذه المحاضرات في لندن، بما أننا نعرف بأن المحاضرة الأولى من هذا النوع ألقاها توماس هود في العاصمة في 4 نوفمبر 1588.
وجلب كتاب رحلات الغواصين اهتمام اللورد هوارد أوف إفينغهام، وكذلك اهتمام السير إدوارد ستافورد صهر اللورد هوارد؛ وفقا لذلك ففي عمر الثلاثين، فقد كان على معرفة بأهم ربابنة البحر وأعظم التجار وأفضل الملاحين في إنكلترا، واختير كقسيس في رحلته إلى باريس لمرافقة ستافورد الذي أصبح سفير إنجلترا في البلاط الفرنسي (1583). وبموجب أوامر السكرتير فرانسيس والزينغهام، شغل نفسه بصورة رئيسية بجمع المعلومات عن الحركات الإسبانية والفرنسية، وأن يقوم بتحقيق متقن عن مثل هذه الأشياء التي قد تلقي أي ضوء على اكتشافات الإنكليز لأمريكا. وأولى ثمار مشاغل هاكلوت في باريس تجسدت في عمله المهم في "مقالة خاصة تتعلق باكتشافات الغرب كتبت في عام 1584، من قبل ريتشارد هاكلوت من أوكسفورد، بطلب وإدارة المبجل السيد والتر رالي قبل وصوله الوطن من رحلتيه. هذه المخطوطة التي فقدت لزمن طويل طبعت في النهاية في عام 1877. كان موضوعها يوصي بمشروع ترسيخ العرق الإنجليزي في الأجزاء غير المأهولة لأمريكا الشمالية. تتضمن أعمال هاكلوت الأخرى بشكل رئيسي الترجمات والتجميعات، وهو ما يبرز في إهداءاته ومقدماته، ومع قليل من الرسائل، هي المواد الوحيدة التي يمكن أن نصيغ منها إطارا لسيرته الذاتية. قام هاكلوت بزيارة إنجلترا ثانية في 1584، ووضع أمام الملكة إليزابيث الأولى نسخة من المقالة مع كتاب باللاتينية عن السياسة لأرسطو، قبل يومين من عودته إلى باريس، حصل على منحة الوقف الكنسي الشاغر في بريستول، والذي انضم إليه في عام 1586 والذي شغله مع ترقياته الأخرى حتى موته.

## سنواته الأخيرة
في عام 1588 عاد هاكلوت أخيرا إلى إنجلترا مع اللايدي ستافورد، بعد أن سكن في فرنسا لخمس سنوات تقريبا. ومات في 23 نوفمبر 1616 ودفن في دير ويست مينستر بعد ثلاثة أيام؛ وبسبب خطأ في سجلات الدير فقد سجل دفنه في سنة 1626. من بين مكافآته وترقياته المختلفة (والتي كان آخرها كاهن أبرشية غيدني في لينكونشاير في عام 1612) وجمع ثروة لا بأس بها، والتي بذرها ابنه.

## أعماله المهمة
أول أعمال هاكلوت المنشورة كان كتاب رحلات الغواصين يسافرون في ما يتعلق باكتشاف أمريكا (لندن، 1582).
بينما في باريس اهتم هاكلوت بمخطوطات جريدة لودونيير، ومنها التاريخ البارز لفلوريدا Histoire notable de la Florida، وحرره باسانييه (باريس، 1586). وترجم من قبل هاكلوت ونشر في لندن تحت عنوان تاريخ بارز يحتوي قصة أربع رحلة قام بها ربابنة فرنسيون إلى فلوريدا A notable historie containing foure voyages made by certayne French captaynes into Florida (لندن، 1587). في نفس السنة نشر في باريس كتاب De orbe novo Petri Martyris Anglerii decades octo illustratae labore et industria Richardi Hackluyti. يحتوي هذا العمل خريطة نادرة جدا طبعت بصفيحة نحاسية أهديت إلى هاكلوت ووقعت بأحرف إف جي (ويتقد أنها لفرانسوا غوال)؛ هو أول عمل يظهر فيه اسم «فرجينيا».
في عام 1589 نشر في لندن الطبعة الأولى من عمله الرئيسي، الملاحات والرحلات والاكتشافات الرئيسية للأمة الإنجليزية. في مقدمة هذا الكتاب نجد إعلانا عن نية بالنشر للكرة الأرضية والتي صنعت في إنجلترا من قبل مولينو. في عام 1598-1600 ظهرت الطبعة النهائية والمنقحة والمستزادة عن الملاحات الرئيسية في ثلاث مجلدات. حوالي بضع نسخ تحتوي خريطة نادرة جدا، الأول موضوعة على تقدير ميركاتور ورسمت في إنجلترا طبقا للمبادئ الحقيقية ووضعها إدوارد رايت.
مجموعة هاكلوت العظيمة، التي لم يُقرأ منها إلا القليل، فقد دعيت «ملحمة الأمة الإنجليزية الحديثة». هو كنز ثمين عن تاريخ الكشوف الجغرافية والاستيطان، والذي ضمن لمحرره اسما في التاريخ. في 1601 نشر هاكلوت ترجمة كتاب استكشافات العالم من البرتغالية للكاتب أنطونيو غالفانو. في نفس السنة ظهر اسمه كمستشار إلى شركة الهند الشرقية، ليمدهم بالخرائط ويُعْلمهم بالأسواق. في أثناء ذلك في عام 1590 (10 أبريل) تم تعيينه قسيس أبرشية ويذرينغسيت كوم بروكفورد في سافولك. في 1602، في 4 مايو، نصب كاهن ويست مينستر، وفي السنة التالية التي انتخب رئيس شمامسة ويست مينستر. في رخصة زواجه الثاني (30 مارس 1604) يوصف أيضا كأحد قساوسة سافوي، وتحتوي وصيته على إشارة إلى المناصب التي تولاها إلى زمن موته؛ في وثيقة رسمية أخرى أشير إليه بأنه حاصل على دكتوراه في اللاهوت. في عام 1605 أمن مورد المعيشة المتوقع لجيمستاون، العاصمة المرتقبة لمستعمرة فرجينيا. هذا المصدر أنه له راعي أبرشية اسمه روبرت هانت، عندما أسست المستعمرة أخيرا في عام 1607. في عام 1606 ظهر كأحد المعتمدين الرئيسيين لعريضة قدمت إلى الملك لبدء لاستعمار فرجينيا. وكان أيضا مغامرا بارزا في شركة لندن أو في شركة جنوب فرجينيا.
إصداره الأخير كان ترجمة لاستكشافات فرناندو دي سوتو في فلوريدا، بعنوان فرجينيا المحترمة كثيرا بوصف جارتها فلوريدا (لندن، 1609). وكان هذا العمل ينوي تشجيع مستعمرة فرجينيا المنشأة حديثا؛ وبالنسبة لهاكلوت، فقد قيل، «إنجلترا مدينة بفضل أملاكها الأمريكية أكثر أي رجل في ذلك العصر». قد نلاحظ بأنه باقتراح هاكلوت قام روبرت بارك بترجمة تاريخ الصين لمندوزا (لندن، 1588-1589) وأصدر جون بوري نسخته كتاب ليو أفريكانوس (تاريخ أفريقيا الجغرافي، لندن، 1600).
بعد موته، عدد من مخطوطاته التي كانت كافية لتشكيل مجلد رابع من مجموعاته 1598-1600، أتت إلى يدي صامويل بورتشاس، الذي أدخلها في شكل مختصر في كتابه الحجاج (1625-1626). أخريات من أعماله محفوظة في أكسفورد. والتي تتضمن بصورة رئيسية ملاحظات جمعت من المؤلفين المعاصرين.
إضافة مخطوطاته أو طبعاته الموجودة في النص (ومنها رحلات غواصين (1582)؛ المقالة المحددة (1584)؛ فلوريدا بقلم لودونيير (1587)؛ العقود لبيتر مارتير (1587)؛ الرحلات الرئيسية (1589 و1598-1600)؛ الاستكشافات لغالفانو (1601)؛ سجل فلوريدا لدي سوتو، في كتاب فرجينيا (1609)، وقد نلاحظ طبعة لندن لمجتمع هاكلوت عن رحلات الغواصين في عام 1850، وكذلك طبعة المقالة المحددة لتشارلز دين في تجميعات عن جمعية مين التاريخية (كامبردج، ماساتشوستس، 1870، مع مقدمة بقلم ليونارد وودز)؛ أيضا، بين الطبعات الحديثة عن الملاحات الرئيسية، طبعة 1809 (خمسة أجزاء، مع العديد من المواد الإضافية)، وطبعة 1903-1905 (غلاسكو، 12 جزءا).
صفحة العنوان الجديدة المصدرة في المجلد الأول للطبعة النهائية لكتاب الملاحات الرئيسية، في 1599، ألغت العنوان السابق لعام 1598 بمجرد إشارته إلى حملة قادش في عام 1596؛ لكن من هذا أتى الافتراض الخاطئ أن طبعة جديدة كانت قد نشرت في العام 1599. كتاب غالفانو الذي قدمه هاكلوت حرره الأدميرال سي آر دي بيثيون لصالح مجتمع هاكلوت في عام 1862.

## قراءات أخرى
لحياة هاكلوت، يمكن النظر إلى طبعات الأعوام 1589 إلى 1598 من الملاحات الرئيسية بشكل خاص؛ أيضا مقدمة وينتر جونز في طبعة جمعية هاكلوت في رحلات الغواصين؛ وعظماء إنجلترا لفولر، عن فقرة هيرفوردشاير؛ وعن مجتمع أكسفورد التاريخي، نجد في لجنة المخطوطات التاريخية، التقرير الرابع، الملحق، ص 614، تشير مخطوطات تاونلي إلى دفعات (جوائز؟) منحت إلى هاكلوت عندما في أوكسفورد، في 12 مايو و4 يونيو من العام 1575.

## روابط خارجية
- ريتشارد هاكلوت على موقع الموسوعة البريطانية (الإنجليزية)
- ريتشارد هاكلوت على موقع إن إن دي بي (الإنجليزية)